# 衡守直
衡守直（654年—718年），字守直，齐州全节（今山东章丘）人。唐玄宗时期的仙州刺史（治今河南叶县）。

## 家世
其先伊尹者，实佐于汤，谓之“阿衡”，以官命氏。
汉儒林大夫衡咸之后，晋相国府参军衡凯之十代孙。高祖父衡则，北周大将军。曾祖父衡挺之（衡生），隋莱州别驾、本州大中正，唐赠青齐淄三州刺史。祖父衡长孙，唐左监门将军，岚、朔、翼、渭四州刺史，长山县开国公。父衡义整，朝议大夫、上柱国、伊州刺史。

## 生平
衡守直六岁时，母亲河南郡君元氏口授孝经数十字，闻则便诵，因而叹曰：“光享我宗，其在是矣。”八岁，读老、庄，阅坟素。十六，游太学，讨群书。十八，旋本郡，应宾举。调补沧州胡苏尉。无何，刺史陈敬之推荐为英材杰出，对策升科。丁母亲河南郡君忧，去职。为胜州刺史梁待辟所举，又迫家君之命，遂行焉。应文藻流誉高第，授瀛洲乐寿丞。乐寿县令缺职，由县丞独膺群务。 
永昌元年四月廿一日（689年5月15日）父亲衡义整薨于伊州刺史任上，衡守直前往伊吾处理丧事。服除后，右台大夫娄师德推举他为武功县丞。娄师德任陇右道营田支度诸军大使，又奏授为参佐。事无细大，悉以委之。帝嘉茂绩，即授洛州来庭尉，寻拜陕县令。迁河东令，又迁渭南令。廉察使侯令德推荐其清苦以闻，遂拜金部员外郎，寻除郎中。又拜长安令。乃除将作少匠，寻拜赵州刺史，迁仙州刺史（开元三年置，二十六年废）。开元六年八月廿八日（718年9月27日），薨于仙州官舍，享年六十有五。
夫人秀容郡君河南元氏，魏景穆帝拓跋晃七代孙，唐汝州司马元思静之女。先卒。粤以开元九年二月七日，合葬于北邙山先茔（洛阳县清风乡之原）。孤子衡怿。